# Allochrocebus lhoesti
Macaco-de-l'hoest (Allochrocebus lhoesti) é um Macaco do Velho Mundo, da subfamília Cercopithecinae e gênero Allochrocebus, que ocorre no alto rio Congo. Habita principalmente florestas montanhosas em grupos pequenos e matriarcais. Possui pelagem preta, que contrasta com uma barba branca.

## Taxonomia
A espécie pertence ao gênero Cercopithecus, e se assemelha a Cercopithecus hamlyni em tamanho e distribuição geográfica. Inicialmente, tinha Cercopithecus preussi como subespécie, mas atualmente, esta última é considerada uma espécie diferente. Junto com Cercopithecus solatus forma o complexo C. lhoesti.
Estudos moleculares publicados por Anthony Tosi em 2003 colocaram em dúvida a posição da espécie no gênero Cercopithecus. Esses estudos indicaram que C. lhoesti (assim como outras espécies do grupo) é mais relacionado ao gênero Chlorocebus e Erythrocebus.   Esse impasse taxonômico ainda não foi resolvido. Soluções propostas movem C. lhoesti e o Erythrocebus patas para o gênero Chlorocebus ou a criação de outro gênero, Allochrocebus.